# Vojtěch Loudín
Vojtěch Loudín (* 11. November 1990 in Mladá Boleslav) ist ein ehemaliger tschechischer Shorttracker.

## Werdegang
Loudín trat international erstmals bei den Juniorenweltmeisterschaften 2007 in Mladá Boleslav in Erscheinung, wobei er den 38. Platz im Mehrkampf und den 16. Platz mit der Staffel errang. Nach Platz 25 im Mehrkampf bei den Juniorenweltmeisterschaften 2009 in Sherbrooke zu Beginn der Saison 2008/09 kam er bei den Europameisterschaften 2009 in Turin auf den 30. Platz im Mehrkampf und bei den Weltmeisterschaften 2009 in Wien auf den 34. Rang im Mehrkampf. In der Saison 2009/10 belegte er bei den Juniorenweltmeisterschaften 2010 in Taipeh den 17. Platz im Mehrkampf, bei den Europameisterschaften 2010 in Dresden den 21. Rang im Mehrkampf und bei den Weltmeisterschaften 2010 in Sofia den 28. Platz im Mehrkampf. In den folgenden Jahren lief er bei den Europameisterschaften 2011 in Heerenveen auf den 27. Platz im Mehrkampf und bei den Europameisterschaften 2012 in Mladá Boleslav auf den 28. Platz im Mehrkampf sowie auf den neunten Rang mit der Staffel. In der Saison 2012/13 erreichte er in Dresden mit dem 18. Platz über 1500 m seine beste Platzierung im Weltcupeinzel und errang bei den Europameisterschaften 2013 in Malmö den 22. Platz im Mehrkampf sowie bei den Weltmeisterschaften 2013 in Budapest den 46. Platz im Mehrkampf. In der Saison 2013/14 belegte er bei den Europameisterschaften 2014 in Dresden den 19. Platz im Mehrkampf und bei den Weltmeisterschaften 2014 in Montreal den 30. Rang im Mehrkampf. Zudem kam er beim Saisonhöhepunkt, den Olympischen Winterspielen 2014 in Sotschi, auf den 26. Platz über 1500 m und absolvierte im November 2013 in Kolomna seinen letzten Weltcup, welchen er auf dem 35. Platz über 1000 m beendete.

## Erfolge

### Olympische Spiele
- 2014 Sotschi: 26. Platz 1500 m

### Shorttrack-Weltmeisterschaften
- 2009 Wien: 14. Platz 1500 m, 34. Platz Mehrkampf, 35. Platz 1000 m, 58. Platz 500 m
- 2010 Sofia: 11. Platz 1500 m, 28. Platz Mehrkampf, 30. Platz 1000 m, 49. Platz 500 m
- 2013 Budapest: 37. Platz 500 m, 44. Platz 1000 m, 46. Platz Mehrkampf
- 2014 Montreal: 27. Platz 1500 m, 29. Platz 1000 m, 30. Platz Mehrkampf, 38. Platz 500 m

### Europameisterschaften
- 2009 Turin: 30. Platz Mehrkampf
- 2010 Dresden: 21. Platz Mehrkampf
- 2011 Heerenveen: 27. Platz Mehrkampf
- 2012 Mladá Boleslav: 9. Platz Staffel, 28. Platz Mehrkampf
- 2013 Malmö: 22. Platz Mehrkampf
- 2014 Dresden: 19. Platz Mehrkampf

## Persönliche Bestleistungen
| Disziplin | Zeit         | Datum            | Ort     |
| --------- | ------------ | ---------------- | ------- |
| 500 m     | 42,556 s     | 18. Oktober 2013 | Bormio  |
| 1000 m    | 1:27,076 min | 19. Januar 2014  | Dresden |
| 1500 m    | 2:14,906 min | 10. Februar 2014 | Sotschi |
| 3000 m    | 5:13,252 min | 12. Oktober 2008 | Wien    |